# پورشا دی راسی
پورشا لی جیمز دی‌جنرس (به انگلیسی: Portia Lee James DeGeneres) (نام تولد آماندا لی راجرز؛ متولد ۳۱ ژانویه ۱۹۷۳)، که با نام هنری پورشا دی راسی (به انگلیسی: Portia de Rossi) شناخته می‌شود، بازیگر استرالیایی-آمریکایی است که علت شهرتش بازی در نقش نل پورتر در سری آلی مک‌بیل و بازی در نقش لیندسی بلوث فونک در سریال پرورش شکست‌خورده است. وی همچنین در جیغ ۲، کلتیس توت کیست؟ و آژیرها بازی کرده‌است. او همچنین یک همجنسگرا است.

## زندگی شخصی

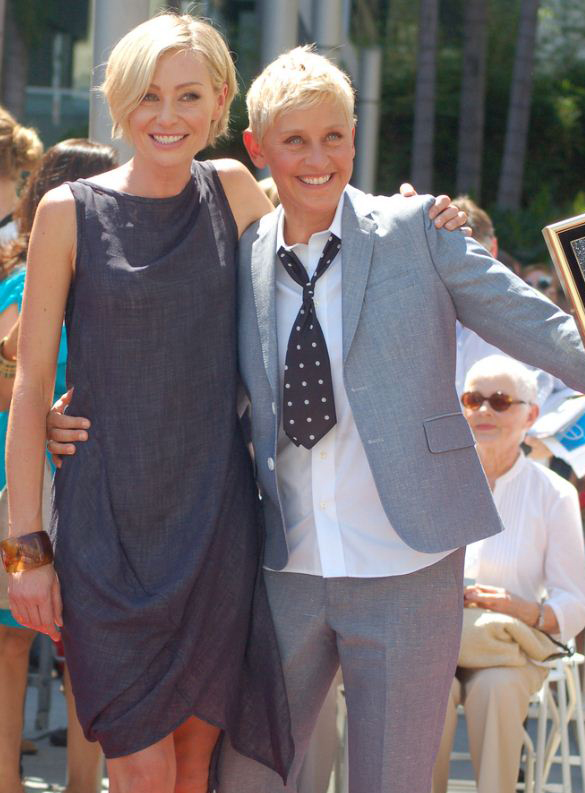
پورشا لی جیمز دی‌جنرس در سال 2012

وی از سال ۱۹۹۶ تا ۱۹۹۹ با مل متکلیف برای گرفتن گرین کارت ازدواج کرد. اما به سرانجام نرسید.
پورشا دی راسی از سال ۲۰۰۴ با الن دی‌جنرس، رابطه داشت. در سال ۲۰۰۵ وی همجنس‌گرایی خود را علنی کرد و این دو هنگامی که الن دی‌جنرس با یک حلقه با الماس سه قیراطی از وی خواستگاری کرد نامزد کردند. دی راسی و دی‌جنرس در ۱۶ اوت ۲۰۰۸ در بورلی هیلز با هم ازدواج کردند و او در سپتامبر ۲۰۱۱ موفق به دریافت گرین کارت شد.

## حرفه
اولین نقش مهم دی روسی به عنوان یک خدمتکار جوان و تأثیرپذیر در فیلم استرالیایی آژیرها در سال ۱۹۹۴ بود. بلافاصله پس از آن، او به لس آنجلس نقل مکان کرد و نقش های مهمان در چندین برنامه تلویزیونی و یک نقش دائمی در نیک فرنو: معلم دارای مجوز، قبل از اینکه در فیلم جیغ ۲ نقش آفرینی کرد، به دست آورد. دی روسی در طول مدتی که در ایالات متحده بود، تلاش کرد تا آن را کنار بگذارد. لهجه استرالیایی او ( دی روسی)هنگامی که در سال ۱۹۹۸ به بازیگران اصلی الی مک بیل ملحق شد با بازی وکیل در پورتر توجه بین المللی را به خود جلب کرد. او در این سریال تا پایان آن در سال ۲۰۰۲ باقی ماند. در سال ۲۰۰۱، او در سریال کلتیس تاوت کیست؟ بازی کرد.در کنار کریستین اسلیتر از سال ۲۰۰۳ تا ۲۰۰۶، دی روسی در نقش لیندسی بلوث فانک در برنامه (توسعه دستگیر شده)از تلویزیون فاکس بازی کرد. او سپس نقش جان اف کندی، همسر جونیور، کارولین بست کندی را در فیلم تلویزیونی ساخته شده به نام شاهزاده آمریکا: داستان جان اف کندی جونیور در سال ۲۰۰۳ ایفا کرد. در همان سال، او نقش یک خبرنگار استرالیایی را ایفا کرد. که در جریان تور کنسرت «شبی که آن را روز نامیدیم» اعتراضی علیه فرانک سیناترا برانگیخت.